# Oficina Internacional per la Pau

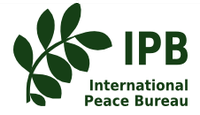

L'Oficina Internacional per la Pau o IPB (en anglès: Permanent International Peace Bureau i en francès: Bureau International Permanent de la Paix) és l'organització internacional més antiga dedicada a buscar solucions als conflictes mitjançant la pau. El 1910 fou guardonada amb el Premi Nobel de la Pau.

## Els primers anys
L'Oficina Internacional per la Pau va ser fundada el 1891 com a resultat del Tercer Congrés Universal per la Pau celebrat aquell any a Roma, amb Fredrik Bajer com un dels seus principals fundadors i com a primer president. L'oficina s'establí a Berna (Suïssa) com un òrgan central i executiu de la Unió Internacional de les Societats per la Pau per coordinar les activitats de les diferents societats en favor de la pau i promoure el concepte de buscar solucions pacífiques en els conflictes internacionals. Els seus primers anys de vida la IPB estigué formada per organitzacions amb una mateixa ideologia i programa.
Als principis de l'Organització eren iniciar procediments d'arbitratge internacional, la consecució de tractats bilaterals de pau, la creació d'una cort internacional de justícia així com la creació d'un cos, o cossos, intergovernamentals o supranacionals per la cooperació i la negociació entre les nacions. Per poder promoure aquestes idees l'Oficina va realitzar congressos anuals en favor de la pau. Va proporcionar mitjans de comunicació entre aquells que treballaven en favor de la pau, editant una publicació Correspondance bimensuelle així com l'Anuari Annuaire du mouvement pacifiste.
El 1910 fou guardonada amb el Premi Nobel de la Pau per la seva promoció de la Pau internacional, i gràcies als diners rebuts pogueren incrementar la seva labor internacional, molt debilitada en aquells moments i reduïda als donatius fets per voluntaris.
Al costat de la Unió Interparlamentària, amb la qual tenia una relació molt propera, l'Oficina Internacional per la Pau fou molt influent en aconseguir aproximar la preocupació per la pau a l'opinió pública així com els polítics, promovent des del seu inici la creació de la futura Societat de Nacions.

## Primera Guerra Mundial
La Primera Guerra Mundial va comportar la paralització del treball de l'Oficina, aconseguint, així mateix, l'extinció de la Unió Internacional de les Societats per la Pau. A la fi de la guerra, l'IPB no tingué la mateixa força predominant entre organitzacions i institucions internacionals. Intentà en aquells moments la creació d'un cos supranacional que treballés en favor de l'arbitratge i la negociació, però les temptatives foren en va. Després de la guerra els moviments pacifistes augmentaren de nombre així com d'ideologia, diversificant els interessos i els projectes a desenvolupar, per la qual cosa l'IPB concentrà totes les seves forces en abordar les qüestions sobre l'origen de la guerra i el benestar humanitari.
Per facilitar la reconstrucció de l'activitat i treballar en contacte amb la recent creada Societat de Nacions, l'Oficina Internacional per la Pau decidí moure la seva seu de Berna a Ginebra.

## Segona Guerra Mundial
Durant la Segona Guerra Mundial, per raons tècniques i ideològiques, el treball de l'IPB va aturar-se, posant els seus actius sota supervisió temporal de les autoritats suïsses. El 1946, un cop finalitzada la guerra, algunes de les seves organitzacions formants van reprendre el seu treball. El resultat fou la creació d'una nova organització internacional anomenada International Liaison Committee of Organizations for Peace (ILCOP), que després de diversos anys de negociacions fou reconeguda el 20 de gener de 1961 pel Consell Federal de Suïssa com la successora de l'antiga Unió Internacional de Societats per la Pau. Els actius d'aquesta oficina foren integrats dins l'ILCOP, emparada dins l'Organització de les Nacions Unides a Ginebra. Posteriorment l'ILCOP també va integrar dins seu els actius de l'Oficina Internacional per la Pau, emparada sota la llei suïssa.

## Avui dia
Avui dia està oberta a:
1. Organitzacions Internacionals que treballen en favor de la pau i la cooperació internacional.
2. Consells nacionals de Pau i altres federacions coordinades amb els moviments per la pau en els seus països respectius.
3. Organitzacions internacionals que tenen la promoció de la pau i la cooperació internacional com una de les seves principals missions.
4. Organitzacions nacionals i locals que treballen directament en favor de la pau i la cooperació internacional.

Té com a principal objectiu servir a la causa de la pau per la promoció de la cooperació internacional i la solució dels conflictes internacionals mitjançant una solució no-violenta, mitjançant la celebració de seminaris i congressos.